# Ellen Ochoa
Ellen Ochoa   (Los Angeles, 10 de maig de 1958) és una astronauta estatunidenca i directora del Centre Espacial Lyndon B. Johnson. Els seus avis paterns eren mexicans, amb la qual cosa se la considera la primera dona d'origen hispà que ha viatjat a l'espai.

## Fites assolides
Fou membre de la Societat Americana d'Òptica i de l'Institut Americà d'Aeronàutica i d'Astronomia, i fou guardonada per la NASA amb la "Medalla al Servei Excepcional" en 1997. A més va rebre el "Premi a l'Herència Hispana".
D'acord amb el seu currículum, va investigar els sistemes òptics per millorar el processament d'informació i és coinventora de tres patents en aquesta àrea, independentment que al Centre Ames va liderar un equip de 35 enginyers i científics en una recerca sobre la cerca i desenvolupament d'un sistema computacional per a les missions aeroespacials.
Va ser al juliol de 1991 quan es va convertir en astronauta. Des d'aleshores va participar en quatre missions a l'espai: la del Transbordador STS-56 en 1993, la del STS-66 en 1994, la del STS-96 en 1999, i la del STS-1 10 en 2002, per la qual cosa va acumular gairebé 1.000 hores de vol.

## Trajectòria acadèmica
- Graduada pel Grossmont High School, de La Mesa, Califòrnia, en 1975.
- Becada en física per la Universitat Estatal de Sant Diego en 1980.
- Màster de ciència i doctorat en enginyeria elèctrica per la Universitat Stanford el 1981 i 1985, respectivament.

## Honors especials
- NASA Exceptional Service Medal
- NASA Space Flight Medals
- NASA Outstanding Leadership Medal
- Space Act Tech Brief Awards
- Women in Aerospace Outstanding Achievement Award
- The Hispanic Engineer Albert Baez Award
- Hispanic Heritage Leadership Award
- Alumna de l'any per la San Diego State University

## Experiència professional
Com a estudiant de doctorat en Stanford, i més endavant com a investigadora al Centre Nacional de Laboratoris en Sandia i de recerca de la NASA, la dra. Ochoa va investigar els sistemes òptics per processar informació. Fou la co-inventora de tres patents sobre sistemes òptics, un d'ells de reconeixement d'objectes i un altre per retirar el soroll d'imatges. Com a cap de l'Intelligent Systems Technology Branch, va supervisar 35 enginyers i científics en la recerca i el desenvolupament dels sistemes de còmput per a les missions aeroespacials. Ochoa va donar nombroses conferències tècniques i va publicar en diaris científics.
El gener de 2013 Ellen Ochoa va ser nomenada directora del Centre Espacial Lyndon B. Johnson.

## Experiència en la NASA
Seleccionada per la NASA el gener de 1990, Ochoa es va convertir en astronauta al juliol de 1991.
Va realitzar quatre vols espacials, registrant 978 hores en espai. Va ser especialista de missió en la STS-56 i comandant de càrrega en la STS-66, i enginyer de vol en les STS-96 i STS-110.

## Vols espacials
- STS-56 (1993) - Missió de 9 dies durant la qual es van dur a terme estudis solars i atmosfèrics per determinar l'efecte de l'activitat solar a la Terra. Ochoa va utilitzar un braç mecànic per desplegar el satèl·lit Spartan, que estudiaria la corona solar.
- STS-66 (1994) - Missió per a l'estudi de l'energia solar i conèixer els seus canvis d'irridació sobre el clima de la Terra. Ochoa era la comandant de càrrega de la missió i va utilitzar un braç mecànic per recuperar el satèl·lit atmosfèric CRISTA-SPAS.
- STS-96 (1999) - Missió d'acoblament a l'Estació Espacial Internacional per traslladar 4 tones de material logístic i subministraments per a la futura estada de l'Expedició 1. Ochoa va coordinar el trasllat i va realitzar un passeig espacial de 8 hores.
- STS-110 (2002) - 13a missió shuttle a l'Estació Espacial Internacional en la qual es va realitzar la instal·lació del S0 (S-zero). Ochoa va operar juntament amb els membres de l'Expedició 4 el braç mecànic de l'Estació Espacial Internacional per instal·lar el S0.